# Emil Perstad
Carl Emil Perstad, född 12 augusti 1899 i Österfärnebo församling, Gävleborgs län, död 11 juni 1992, var en svensk präst. Han var far till Carl-Ingemar Perstad.
Perstad, som var son till fabriksarbetare Viktor Peterson och Karolina Persdotter, blev efter studentexamen i Uppsala 1923 teologie kandidat 1926 och prästvigdes samma år samt blev teologie licentiat 1938. Han blev kyrkoadjunkt i Ljusdals församling 1926, var komminister i Västerlövsta och Enåkers församlingar 1928–1934, kyrkoherde i Vittinge församling 1934, i Ljusdals församling från 1957 och kontraktsprost i Ljusnans kontrakt från 1962. 
Perstad skrev bland annat S:t Olovs kyrka i Ljusdal: en kort orientering i tid och rum (1964) och Gamla Örnsköldsvik och Domsjö sulfitfabrik: människor och episoder (1981).